# Taganski

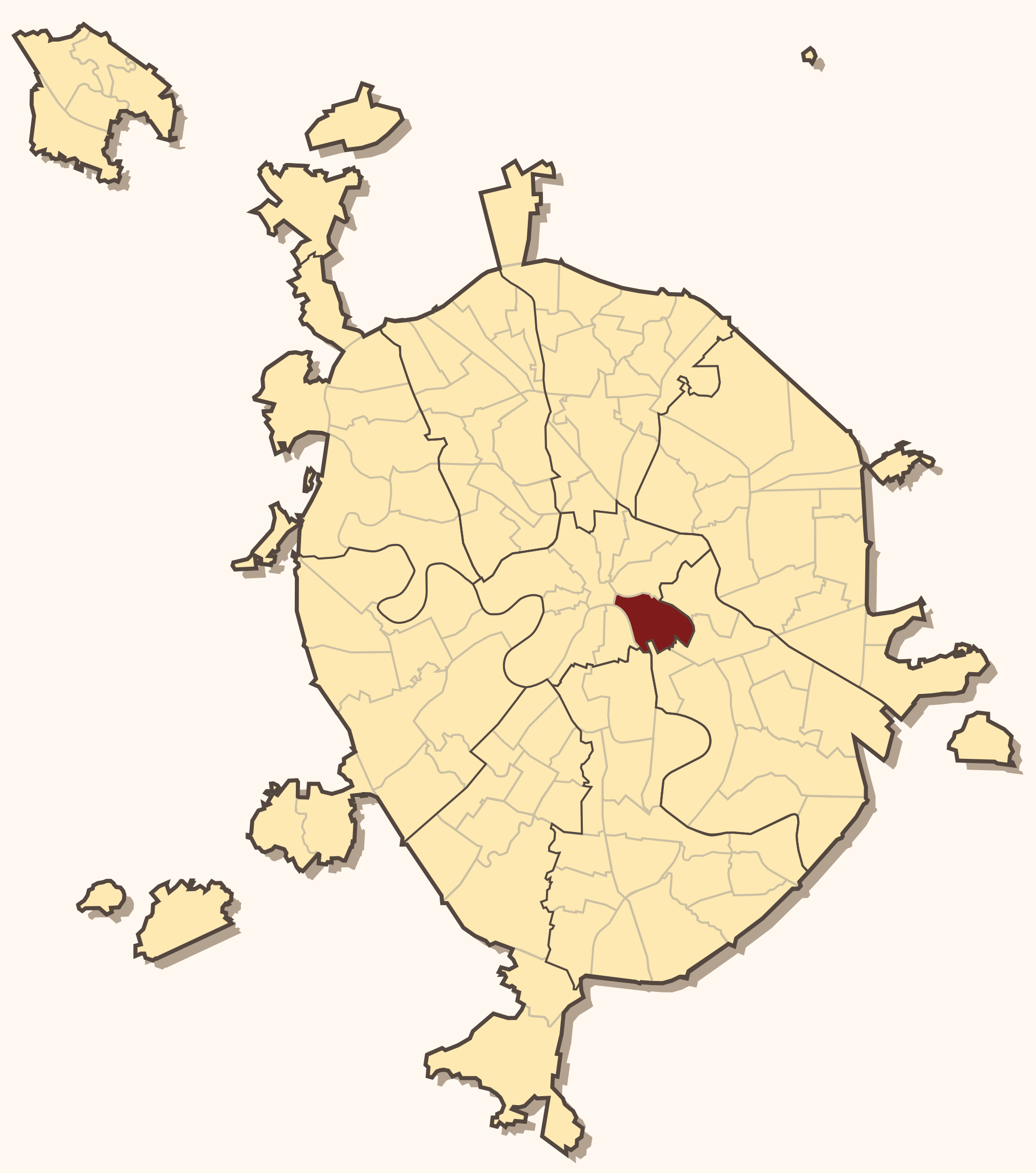
Stadtteil Taganski in Moskau

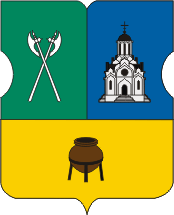
Wappen von Taganski mit Kupferkessel

Taganski (russisch Таганский) ist ein Stadtteil von Moskau (Russland). Er hat eine Fläche von 7,9 km² und 109,4 Tsd. Einwohner.
Das Viertel gehört zum Zentralen Verwaltungsbezirk der Stadt. Sein Name stammt von der Siedlung Taganskaja sloboda, in der im 16. Jahrhundert vorwiegend Kupferschmiede lebten. Im 19. Jahrhundert gründete der Goldschmied Pawel Owtschinnikow in dem Stadtteil eine weithin bekannte Fabrik und eine Juweliersschule.
In Taganski befindet sich die Kirche des Nicht von Menschenhand geschaffenen Erlöserbildnisses im ehemaligen Andronikow-Kloster.

## Bilder

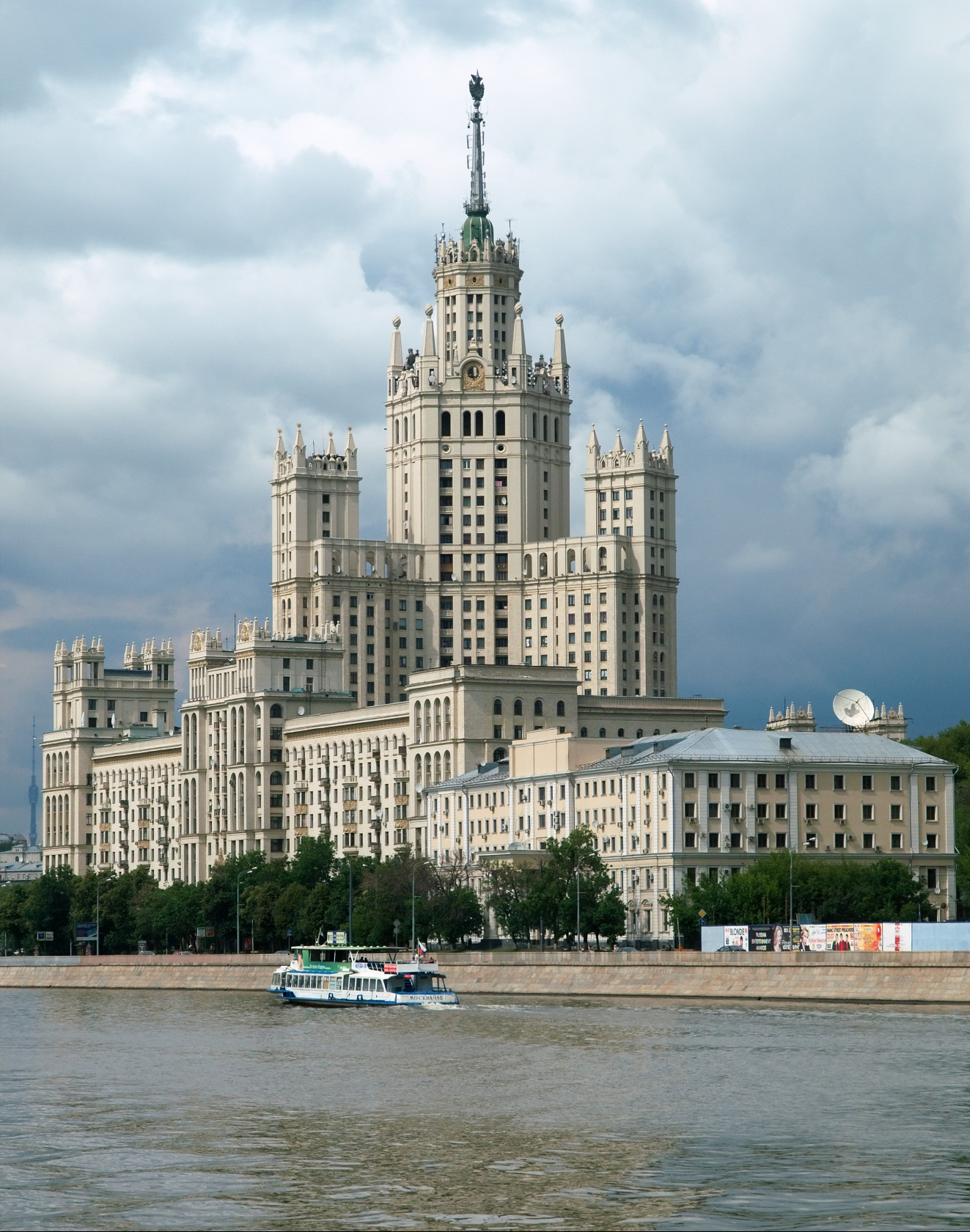
Wolkenkratzer Kotelnitscheskaja Nabereschnaja
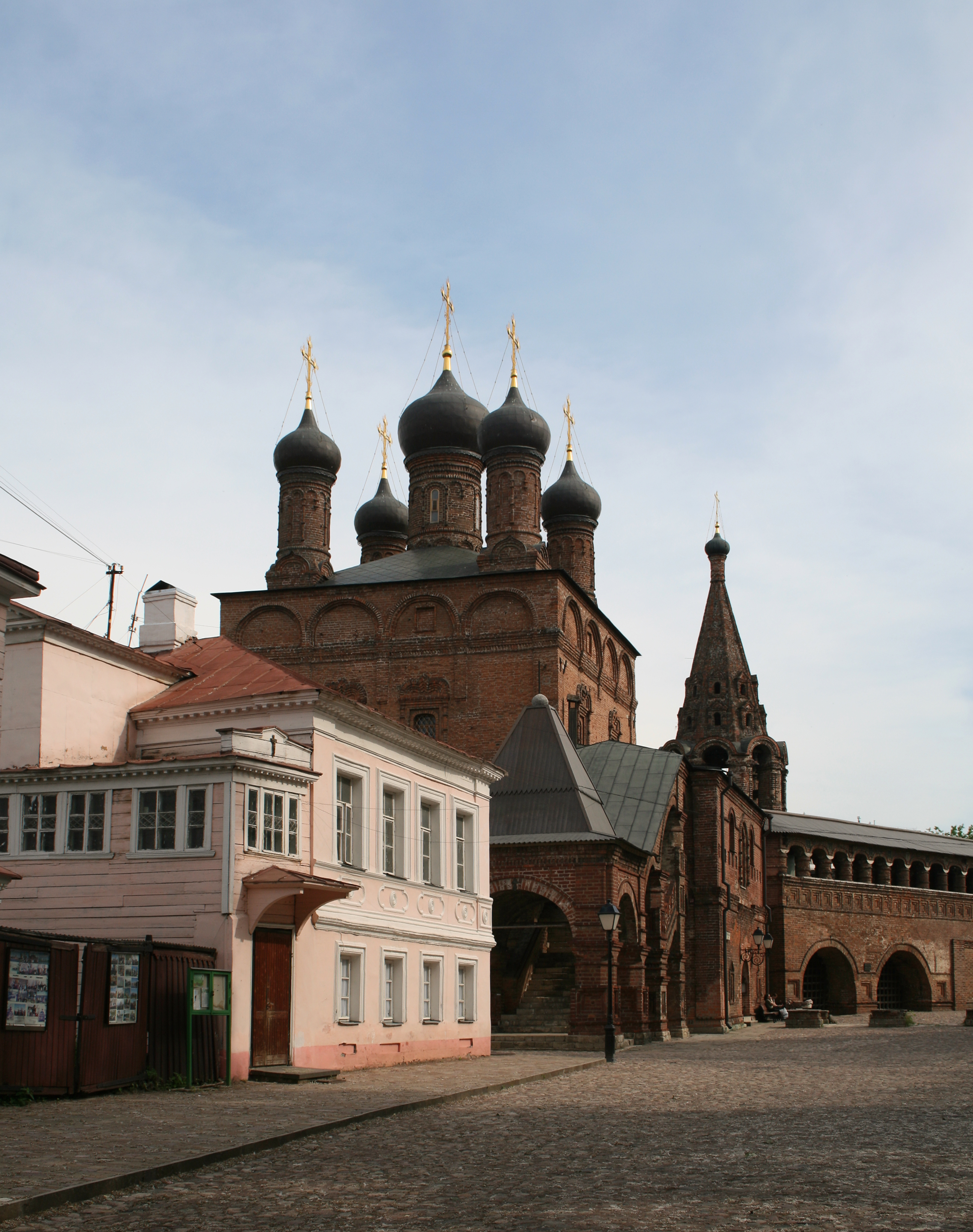
Kathedrale des Bistums Krutizy
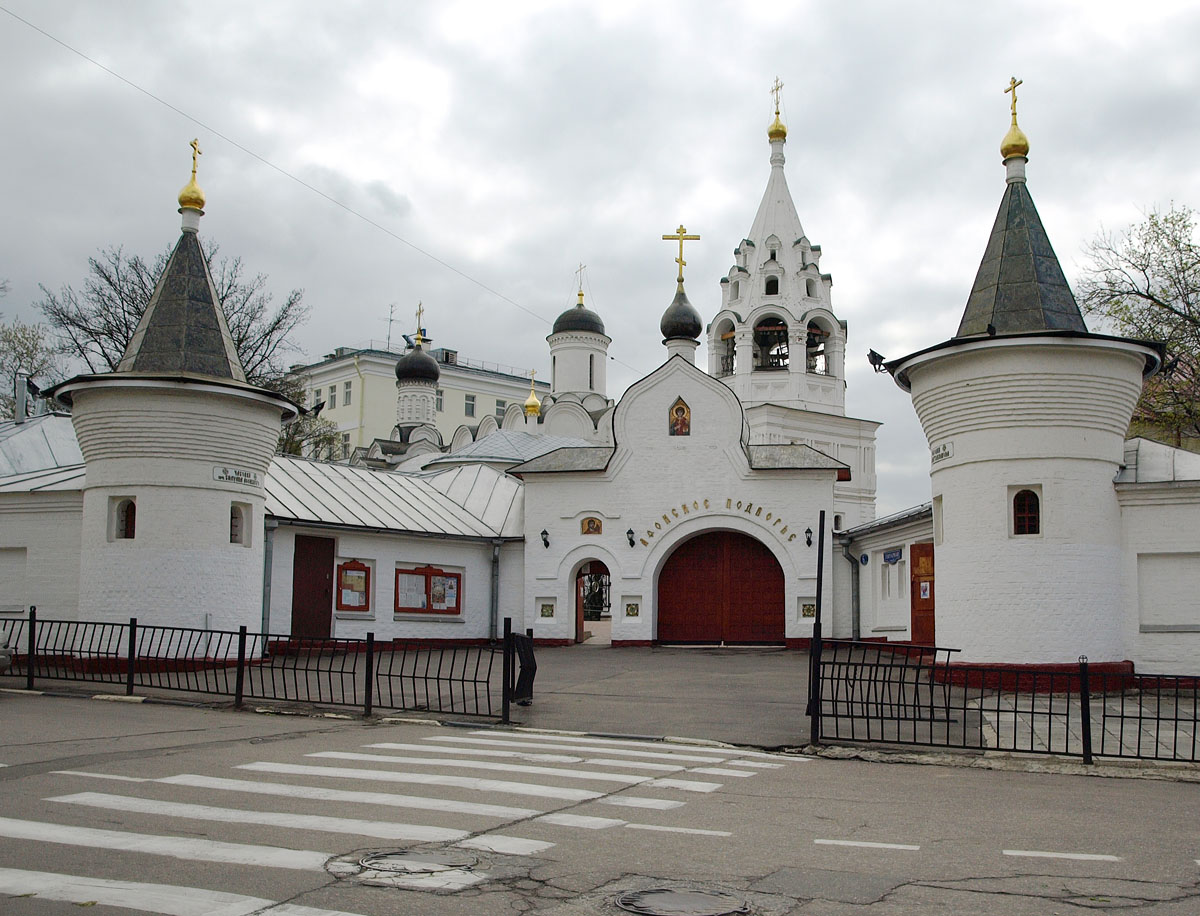
Eingang zur Kirche St. Nikita an der Jausa